# Shéchèn

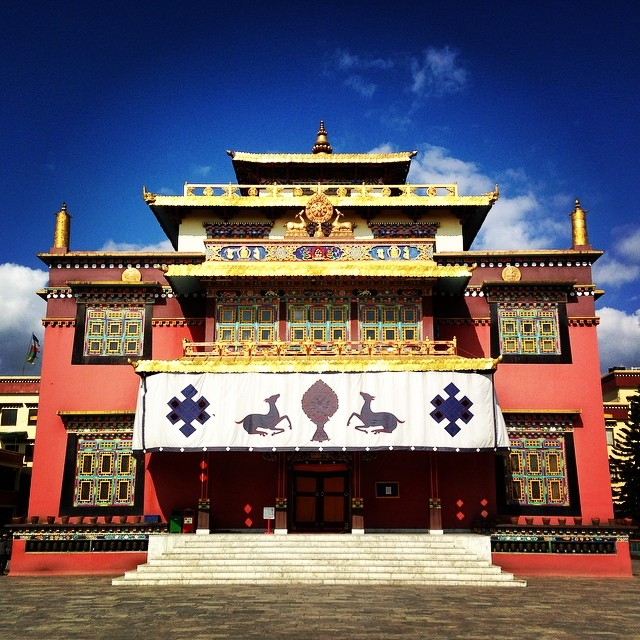
Shechen Monastery, Nepal.

Le monastère de Shéchèn (tibétain : ཞེ་ཆེན་, Wylie: Zhe-chen) est un des premiers monastères Nyingmapa du Tibet. Il a été fondé en 1695. Il y a aussi maintenant des monastères de Shéchèn au Népal et en Inde. Sur les 160 monastères affiliés au monastère de Shéchèn, tous furent détruits après l'intervention militaire chinoise au Tibet en 1950, et environ 30 ont été reconstruits.